# Ivo Senjanović
Ivo Senjanović (Split, 4. lipnja 1940.), hrvatski akademik.

## Životopis
Redoviti je član Hrvatske akademije znanosti i umjetnosti.

## Nagrade
2009. Državna nagrada za znanost Republike Hrvatske za životno djelo u području tehničkih znanosti 

## Vanjske poveznice
- Ivo Senjanović Hrvatska tehnička enciklopedija, portal hrvatske tehničke baštine. LZMK